# Eging am See
Eging am See település Németországban, azon belül Bajorországban. Lakosainak száma 4383 fő (2023. december 31.). Eging am See Hofkirchen, Windorf, Aicha vorm Wald, Fürstenstein, Thurmansbang, Außernzell és Iggensbach községekkel határos.

## Népesség
A település népessége az elmúlt években az alábbi módon változott:
| Lakosok száma | 658  | 2181 | 2649 | 3208 | 4127 | 4166 | 4228 | 4274 | 4336 | 4383 |
|               | 1875 | 1950 | 1975 | 1987 | 2012 | 2014 | 2016 | 2017 | 2021 | 2023 |